# Waffencorps
Waffencorps ist eine Bezeichnung für eine bestimmte Ausprägung von Corps, der ältesten Form heute existierender Studentenverbindungen. Im Gegensatz zu den vor allem im süddeutsch-bayerischen Raum zu findenden Lebenscorps, die bereits zu Beginn des 19. Jahrhunderts einen Freundschaftsbund für das Leben schlossen, also über die Studentenzeit hinaus, herrschte bei den Waffencorps zu dieser Zeit noch die Auffassung, sie seien vorwiegend ein Schutzbündnis für die Zeit des Studiums. Diese Grundauffassung hatten sie von den Landsmannschaften alten Typs aus dem 18. Jahrhundert übernommen.
Als später alle Corps, wie auch alle anderen Verbindungen, etwa ab 1840 das Lebensbundprinzip übernahmen, behielten die Waffencorps – im Gegensatz zu den Lebenscorps – die Sitte bei, sich nach einem Wechsel des Studienorts an ein anderes, vorzugsweise befreundetes Corps an der neuen Universität anzuschließen und eventuell eine zweite Mitgliedschaft anzunehmen. Dies ist bei den Lebenscorps, wie auch bei vielen Burschenschaften und manchen anderen Studentenverbindungen nicht üblich.
Durch den Kartellvertrag zwischen dem Kösener Senioren-Convents-Verband (KSCV) und dem Weinheimer Senioren-Convent (WSC) aus dem Jahre 1955 sind sogar verbandsübergreifende Doppelmitgliedschaften möglich geworden.
Heute ist die weitaus größte Zahl der Corps als Waffencorps anzusehen.